# Kélo (Chade)
Kélo (em árabe: كيلو; Kīlū) é uma cidade localizada no sudoeste do Chade. É a capital do departamento de Tandjilé Oeste, na província de Tandjilé, e também uma das maiores cidades do país, com uma população de 57 859 habitantes de acordo com o censo de 2009.